# Studienkolleg
Studienkollegs sind Bildungseinrichtungen, in denen Studienbewerber mit einer ausländischen Hochschulzugangsberechtigung, die nicht als dem deutschen Abitur gleichwertig anerkannt ist, auf ein wissenschaftliches Studium an einer deutschen Hochschule vorbereitet werden. Es gibt sie als staatliche Einrichtungen in den meisten Bundesländern der Bundesrepublik Deutschland. In NRW gibt es nach der Schließung der staatlichen Studienkollegs im Jahr 2010 noch zwei kirchlich getragene Einrichtungen und mehrere Studienkollegs in privater Trägerschaft.
In der Regel sind die Studenten/Kollegiaten der Studienkollegs immatrikulierte Studenten der Hochschule in der Stadt, in der sich das entsprechende Studienkolleg befindet. Ob ein Studienkolleg besucht werden muss oder ob der ausländische Student über einen direkten Hochschulzugang verfügt, entscheidet normalerweise die Zeugnisanerkennungsstelle (oder eine ähnliche Instanz) der gewählten Hochschule. Der Besuch des Studienkollegs ist grundsätzlich kostenfrei. Es muss lediglich die Gebühr für das Studentenwerk der jeweiligen Hochschule gezahlt werden. An manchen Studienkollegs wird auch ein freiwilliges (zumeist kostenfreies) Propädeutikum für ausländische Studenten mit direktem Hochschulzugang angeboten. Hier werden ausländische Studenten in einem einsemestrigen Vorstudium auf das wissenschaftliche Arbeiten an den Hochschulen vorbereitet. Studienkollegs in privater Trägerschaft verlangen im Regelfall Kursgebühren, die nicht einheitlich geregelt sind.

## Ausbildung
Die Studenten/Kollegiaten werden in einem zweisemestrigen Kurs fachspezifisch auf das Universitätsstudium vorbereitet. Zumeist werden 5 Kurstypen angeboten: G–Kurs für geisteswissenschaftliche Studiengänge, W–Kurs für wirtschaftswissenschaftliche Studiengänge, M–Kurs für medizinische Studiengänge, T–Kurs für technische Studiengänge und S-Kurs für die Philologien. In allen Kursen ist Deutsch verpflichtendes Unterrichtsfach und Unterrichtssprache in den Sachfächern (z. B. Geschichte im G-Kurs, Betriebswirtschaftslehre und Volkswirtschaftslehre im W-Kurs, Biologie oder Chemie oder Biochemie im M-Kurs, Mathematik im T-Kurs und Englisch im S-Kurs). Zudem lernen die Studenten/Kollegiaten Fähigkeiten und Fertigkeiten, so genannte Schlüsselqualifikationen, die ihnen bei der Bewältigung des Fachstudiums hilfreich sein können. Dazu gehören beispielsweise die Arbeit mit Textquellen, das Schreiben argumentativer und analysierender Texte sowie das Verfassen einfacher Seminararbeiten, das Präsentieren von Arbeitsergebnissen und das strukturierte Mitschreiben bei Vorlesungen. Am Studienkolleg München haben ausländische Studenten/Kollegiaten zudem die Möglichkeit, in zwei Semestern das Latinum zu erwerben.

## Aufnahmevoraussetzungen
In den Studienkollegs wird kein Deutschunterricht für Anfänger angeboten. Die Studenten/Kollegiaten müssen zum Zeitpunkt des Eintritts in das Studienkolleg bereits über gute Deutschkenntnisse (Niveau B 1+ bis B 2, vgl. Gemeinsamer Europäischer Referenzrahmen) verfügen. Für die T-Kurse werden außerdem gute Mathematikkenntnisse vorausgesetzt. An manchen Studienkollegs werden auch Englischkenntnisse für W-,S-,T-,M- und G-Kurse vorausgesetzt. Zumeist werden die entsprechenden Eingangsvoraussetzungen in Form von Aufnahmetests überprüft, wofür von privaten Instituten spezielle Vorbereitungskurse angeboten werden.

## Abschluss
Die Studenten/Kollegiaten legen nach dem zweisemestrigen Studium die Feststellungsprüfung ab, durch die festgestellt wird, dass die Studenten/Kollegiaten in den studienrelevanten Sachfächern über Kenntnisse auf Abiturniveau verfügen. Im Fach Deutsch müssen die Studenten/Kollegiaten je nach Kurstyp Kenntnisse auf dem Niveau B 2+ bis C 1 nachweisen. Mit der bestandenen Feststellungsprüfung bewerben sich die Studenten/Kollegiaten an der von ihnen präferierten Hochschule. Je nach Herkunftsland und Fach gibt es spezielle Quoten für ausländische Studienbewerber an den Hochschulen, EU-Ausländer werden im Regelfall den deutschen Bewerbern gleichgestellt. Die Feststellungsprüfung kann unter besonderen Bedingungen auch von externen Bewerbern abgelegt werden. Um die Prüfung als externer Kandidat zu bestehen, ist allerdings eine frühzeitige Beratung im Studienkolleg sowie eine intensive Vorbereitung vonnöten.